# ムハンマド・モカエフ
ムハンマド・モカエフ（Muhammad Mokaev、2000年7月30日 - ）は、イギリスの男性総合格闘家。ロシアのダゲスタン共和国ブイナクスク出身。グレーター・マンチェスター・マンチェスター在住。KHK MMA/アスパイア・コンバットスポーツ・アカデミー所属。

## 来歴
ロシアのダゲスタン共和国ブイナクスクで生まれ、母親が他界した後、12歳の時にイギリスへ移住した。イギリスへ到着後、1カ月間リヴァプールの難民キャンプで生活し、その後ウィガンに移住した。レスリングでは英国選手権で2度優勝するなど活躍し、2021年にはU-23レスリング世界選手権に出場した。また、グラップリングではアブダビコンバットの英国選手権65kg級（中級部門）で2度優勝を果たした。

### 総合格闘技
2015年11月、アマチュア総合格闘技デビュー。2018年、2019年のIMMAFアマチュア総合格闘技世界選手権バンタム級ジュニア部門で金メダルを獲得し、最終的に23戦全勝の戦績を残した。2020年8月1日、プロ総合格闘技デビュー。

#### UFC
2022年3月19日、UFC初参戦となったUFC Fight Night: Volkov vs. Aspinallでコーディ・ダーデンと対戦。開始早々に左飛び膝蹴りでダウンを奪い、苦し紛れのタックルを仕掛けたダーデンにギロチンチョークを極め58秒の一本勝ち。パフォーマンス・オブ・ザ・ナイトを受賞した。
2023年10月21日、UFC 294でフライ級ランキング10位のティム・エリオットと対戦し、肩固めで3R一本勝ち。パフォーマンス・オブ・ザ・ナイトを受賞した。
2024年3月2日、UFC Fight Night: Rozenstruik vs. Gazievでフライ級ランキング7位のアレックス・ペレスと対戦し、3-0の判定勝ち。
2024年7月27日、UFC 304でフライ級ランキング8位のマネル・ケイプと対戦し、3-0の判定勝ち。なお、この試合でUFCとの契約満了を迎えフリーエージェントとなったが、試合後記者会見でUFCのダナ・ホワイトCEOはモカエフのパフォーマンスを批判し「彼はもう我々の契約下ではない。PFLは無敗の素晴らしい選手を獲得するだろう」と再契約をしないことを明かした。

#### Brave CF
2024年8月、Brave CFと再契約した。

## 人物・エピソード
- 尊敬する人物としてモハメド・アリを挙げている[7]。

## 戦績

### プロ総合格闘技
| 総合格闘技 戦績 | 総合格闘技 戦績 | 総合格闘技 戦績 | 総合格闘技 戦績 | 総合格闘技 戦績 | 総合格闘技 戦績 | 総合格闘技 戦績 |
| --------------- | --------------- | --------------- | --------------- | --------------- | --------------- | --------------- |
| 16 試合         | (T)KO           | 一本            | 判定            | その他          | 引き分け        | 無効試合        |
| 15 勝           | 2               | 7               | 6               | 0               | 0               | 1               |
| 0 敗            | 0               | 0               | 0               | 0               | 0               | 1               |

| 勝敗 | 対戦相手                 | 試合結果                             | 大会名                                  | 開催年月日     |
| ○    | トーマス・アシス         | 5分3R終了 判定3-0                    | 971 FC 2                                | 2025年6月14日  |
| ○    | ジョヴィンセント・ソー   | 1R 1:52 ダースチョーク               | Brave CF 91                             | 2024年12月13日 |
| ○    | マネル・ケイプ           | 5分3R終了 判定3-0                    | UFC 304: Edwards vs. Muhammad 2         | 2024年7月27日  |
| ○    | アレックス・ペレス       | 5分3R終了 判定3-0                    | UFC Fight Night: Rozenstruik vs. Gaziev | 2024年3月2日   |
| ○    | ティム・エリオット       | 3R 3:03 肩固め                       | UFC 294: Makhachev vs. Volkanovski 2    | 2023年10月21日 |
| ○    | ジャフェル・フィーリョ   | 3R 4:32 ネッククランク               | UFC 286: Edwards vs. Usman 3            | 2023年3月18日  |
| ○    | マルコム・ゴードン       | 3R 4:26 腕ひしぎ十字固め             | UFC 280: Oliveira vs. Makhachev         | 2022年10月22日 |
| ○    | チャールズ・ジョンソン   | 5分3R終了 判定3-0                    | UFC Fight Night: Blaydes vs. Aspinall   | 2022年7月23日  |
| ○    | コーディ・ダーデン       | 1R 0:58 ギロチンチョーク             | UFC Fight Night: Volkov vs. Aspinall    | 2022年3月19日  |
| ○    | ブレイン・オドリスコール | 2R 1:36 リアネイキドチョーク         | Brave CF 54                             | 2021年9月25日  |
| －   | イブラヒム・ナヴルゾフ   | 1R 1:24 ノーコンテスト（ローブロー） | Brave CF 51                             | 2021年6月4日   |
| ○    | アブドゥル・フセイン     | 5分3R終了 判定3-0                    | Brave CF 49                             | 2021年3月25日  |
| ○    | デイブ・ジョーンズ       | 1R 1:27 TKO（ギブアップ）            | Celtic Gladiator 28                     | 2020年11月22日 |
| ○    | ジェイミー・ケリー       | 3R 2:11 リアネイキドチョーク         | Brave CF 43                             | 2020年10月1日  |
| ○    | ヘイデン・シェリフ       | 1R 0:51 TKO（ミドルキック→パウンド） | Celtic Gladiator 27                     | 2020年8月22日  |
| ○    | グレン・マクベイ         | 5分3R終了 判定3-0                    | Brave CF 37                             | 2020年8月1日   |

### アマチュア総合格闘技
| 総合格闘技 戦績 | 総合格闘技 戦績 | 総合格闘技 戦績 | 総合格闘技 戦績 | 総合格闘技 戦績 | 総合格闘技 戦績 | 総合格闘技 戦績 |
| --------------- | --------------- | --------------- | --------------- | --------------- | --------------- | --------------- |
| 23 試合         | (T)KO           | 一本            | 判定            | その他          | 引き分け        | 無効試合        |
| 23 勝           | 5               | 3               | 15              | 0               | 0               | 0               |
| 0 敗            | 0               | 0               | 0               | 0               | 0               | 0               |

| 勝敗 | 対戦相手                     | 試合結果                     | 大会名 | 開催年月日     |
| ○    | アブドゥラ・ムバラク         | 1R 1:29 リアネイキドチョーク | 2020 IMMAF-WMMAA Oceania Championships: Finals 【IMMAFバンタム級オセアニア・オープン選手権 決勝】                       | 2020年3月8日   |
| ○    | アブドゥラ・アリャクォブ     | 3分3R終了 判定3-0            | 2020 IMMAF-WMMAA Oceania Championships: Semifinals                                                                      | 2020年3月7日   |
| ○    | 山口怜臣                     | 3分3R終了 判定3-0            | 2019 IMMAF-WMMAA Junior World Championships: Day 4, Finals 【IMMAFバンタム級ジュニア世界選手権 決勝】                   | 2019年11月14日 |
| ○    | タイニシュティク・ジャニベク | 3分3R終了 判定3-0            | 2019 IMMAF-WMMAA Junior World Championships: Day 3, Cage 3                                                              | 2019年11月13日 |
| ○    | ニコライ・アタナソフ         | 3分3R終了 判定3-0            | 2019 IMMAF-WMMAA Junior World Championships: Day 2, Cage 2                                                              | 2019年11月12日 |
| ○    | マックス・ヒニネン           | 3分3R終了 判定3-0            | 2019 IMMAF-WMMAA Junior World Championships: Day 1, Cage 1                                                              | 2019年11月11日 |
| ○    | マイキー・ボーデン           | 2R 2:10 TKO                  | World Combat Fighting Championships 3: Way of the Warrior 【WCFCバンタム級王座決定戦】                                  | 2019年9月28日  |
| ○    | マイルズ・リチャーズ         | 3分3R終了 判定3-0            | Caged Steel Fighting Championship 23 【CSFCバンタム級王座決定戦】                                                       | 2019年7月13日  |
| ○    | 山口怜臣                     | 3分3R終了 判定3-0            | 2019 IMMAF-WMMAA European Junior Open Championships: Junior Finals 【IMMAFバンタム級ヨーロピアン・オープン選手権 決勝】 | 2019年6月22日  |
| ○    | バティル・シャルハノフ       | 3分3R終了 判定3-0            | 2019 IMMAF-WMMAA European Junior Open Championships: Day 3                                                              | 2019年6月21日  |
| ○    | アバヌーブ・ファレス         | 1R 2:32 TKO                  | 2019 IMMAF-WMMAA European Junior Open Championships: Day 2                                                              | 2019年6月20日  |
| ○    | キアラン・マルホランド       | 3分3R終了 判定3-0            | UK Fighting Championships 9 【UKFCバンタム級王座決定戦】                                                                | 2019年3月23日  |
| ○    | 山口怜臣                     | 3分3R終了 判定3-0            | 2018 IMMAF-WMMAA Unified Junior World Championships: Day 5, Finals 【IMMAFバンタム級ジュニア世界選手権 決勝】           | 2018年11月17日 |
| ○    | イスマエル・サモラ           | 3分3R終了 判定3-0            | 2018 IMMAF-WMMAA Unified Junior World Championships: Day 4, Cage 1                                                      | 2018年11月15日 |
| ○    | イムラン・サティエフ         | 1R 0:57 リアネイキドチョーク | 2018 IMMAF-WMMAA Unified Junior World Championships: Day 2, Cage 3                                                      | 2018年11月14日 |
| ○    | ジャック・エグリン           | 2R 2:25 TKO                  | UK Fighting Championships 5 【UKFCフライ級王座決定戦】                                                                  | 2017年10月7日  |
| ○    | セバスチャン・ゴンザレス     | 1R 0:37 TKO                  | Tanko Fighting Championships 4                                                                                          | 2017年5月12日  |
| ○    | リアム・ギッティンズ         | 3分5R終了 判定3-0            | Tanko Fighting Championships 3 【Tanko FCアマチュアフライ級初代王座決定戦】                                             | 2017年2月11日  |
| ○    | マルクス・ヘーグランド       | 3分3R終了 判定3-0            | Tanko Fighting Championships 2                                                                                          | 2016年12月3日  |
| ○    | ホセ・ルフィーノ             | 2R 1:27 TKO                  | ICE Fighting Championships 18                                                                                           | 2016年10月28日 |
| ○    | アッシュ・マクラッケン       | 3分3R終了 判定3-0            | Full Contact Contender 17                                                                                               | 2016年9月24日  |
| ○    | ジェイク・ヒントン           | 1R 2:25 リアネイキドチョーク | Shinobi War 6 | 2015年11月28日 |

## 獲得タイトル

### アマチュア総合格闘技
- IMMAFジュニア世界選手権 バンタム級 優勝（2018年・2019年）
- IMMAFオセアニア・オープン選手権 バンタム級 優勝
- IMMAFヨーロピアン・オープン選手権 バンタム級 優勝（2019年）
- WCFCバンタム級王座（2019年）
- CSFCバンタム級王座（2019年）
- UKFCバンタム級王座（2018年）
- UKFCフライ級王座（2017年）
- 初代Tanko FCアマチュアフライ級王座（2017年）

## 表彰
- UFC パフォーマンス・オブ・ザ・ナイト（2回）